# Supercoupe de l'UEFA
La Supercoupe de l'UEFA ou Supercoupe d'Europe est une compétition européenne de football organisée par l'UEFA.
La première édition a lieu en 1973 et opposait à l'origine le vainqueur de la Coupe des clubs champions européens (appelée « Ligue des champions » à partir de 1992) et celui de la Coupe d'Europe des vainqueurs de coupe. Depuis la disparition de cette dernière compétition en 1999, la compétition oppose à présent le vainqueur de la Ligue des champions à celui de la Ligue Europa (appelée « Coupe de l'UEFA » jusqu'en 2009).
Le Real Madrid est le club le plus titré de l'histoire de la compétition avec six victoires. Le Paris Saint-Germain est tenant du titre.

## Histoire
La Supercoupe d'Europe a été créée en 1972 par Anton Witkamp, un journaliste sportif du journal néerlandais De Telegraaf. L'idée lui est venue à l'époque où le football néerlandais était à son âge d'or (plus particulièrement l'Ajax Amsterdam), le football total prôné par les Pays-Bas étant alors le plus apprécié dans le Vieux Continent. Witkamp cherchait le moyen de savoir définitivement quelle était la meilleure équipe d'Europe et par ailleurs, tester l'équipe de l'Ajax, menée par son joueur vedette Johan Cruyff. Il a donc été décidé d'organiser un match entre le vainqueur de la Coupe des clubs champions européens et le vainqueur de la Coupe d'Europe des vainqueurs de coupe. Néanmoins, lorsque Witkamp tenta d'officialiser la compétition, l'UEFA ne répondit pas positivement à sa demande.
En effet, en 1972, les Glasgow Rangers, fêtant par ailleurs leur centième anniversaire, ont remporté la Coupe d'Europe des vainqueurs de coupe tandis que l'Ajax Amsterdam avait été sacré champion d'Europe. L'UEFA refusa de prendre en charge l'organisation de cette compétition cette année-là, du fait de la suspension des Rangers en raison du mauvais comportement de ses supporters lors de la finale de la Coupe d'Europe des vainqueurs de coupe de football 1971-1972. La confrontation se déroula en matchs aller-retour et financée par De Telegraaf. L'Ajax s'imposa face aux Rangers et remporta ainsi la première supercoupe d'Europe, bien que non officielle.
L'année suivante, l'UEFA prit en main l'organisation de cette supercoupe.
De 1972 à 1997, elle s'est jouée en matchs aller-retour sauf en 1984, 1986 et 1991, en raison de calendriers surchargés ou de problèmes géopolitiques. De plus, la participation à cette compétition est facultative durant cette période ; plusieurs éditions ne sont pas jouées pour des raisons de calendrier.
Jusqu'en 1999, la Supercoupe d'Europe opposait le vainqueur de la Ligue des champions à celui de la Coupe d'Europe des vainqueurs de coupe. La dernière finale dans ce format fut la Supercoupe de l'UEFA 1999 entre la SS Lazio et Manchester United, qui voit la victoire des Italiens 1-0. À la disparition de la Coupe des coupes, ce fut le vainqueur de la Coupe UEFA, puis de la Ligue Europa, qui remplaça le vainqueur de la C2.
De 1998 à 2012, elle se joue chaque année fin août au Stade Louis-II de Monaco en un match unique. À partir de 2013, la compétition change de lieu tous les ans comme pour les finales des autres compétitions de l'UEFA : l'Eden Aréna de Prague est ainsi choisie en juin 2011 pour accueillir l'édition 2013.

## Trophée

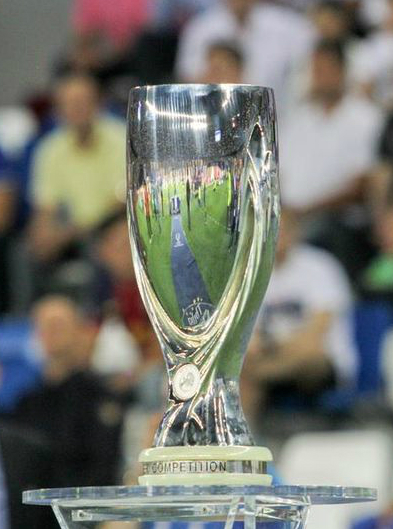
Image du trophée actuel

À l'origine, le vainqueur de la compétition reçoit une plaque frappée du logo de l'UEFA. Un nouveau trophée créé par l'atelier Bertoni est décerné à partir de l'édition 1987.
Le trophée est remis pour une année au club vainqueur, qui doit le rendre deux mois avant la finale suivante, mais il peut en faire réaliser une copie à condition qu'elle soit pourvue de l'inscription bien visible « réplique » et que ses dimensions ne dépassent pas les 4/5 de l'original. Les noms des vainqueurs sont gravés sur le trophée.
Le trophée devient propriété définitive du club qui le gagne trois fois de suite ou cinq fois en tout, comme c'est le cas pour tous les trophées de l'UEFA, jusqu'à l'édition 2008 incluse. Seul le Milan AC (1989, 1990, 1994, 2003 et 2007) a obtenu un trophée original de manière définitive.
Le trophée a vécu plusieurs changements durant son histoire. Le premier trophée décerné à l'Ajax Amsterdam en 1973 et 1974 était très large et plus imposant que la Coupe des clubs champions européens. Il a ensuite été remplacé par une plaque, avec l'emblème de l'UEFA au centre. À partir de l'édition 1987, la Supercoupe a droit à un trophée sculpté par l'atelier Bertoni de Milan ; il est le trophée le plus petit et le plus léger de tous les trophées européens, pesant 5 kilogrammes et ayant une hauteur de 42,5 centimètres. En comparaison, le trophée de la Ligue des Champions pèse 8 kilogrammes et la Coupe UEFA 15 kilogrammes. Le nouveau modèle, remis pour la première fois en août 2006 à l'équipe du Séville FC, pèse 12,2 kilogrammes.

## Identité visuelle
La Supercoupe de l'UEFA dispose d'un logo depuis l'édition 1996 ; il comprend une étoile du logo de la Ligue des champions de l'UEFA ainsi que le trophée de la  Coupe d'Europe des vainqueurs de coupe. En 2000, le logo subit sa première modification avec la disparition de la Coupe des coupes ; un footballeur tiré du logo de la Coupe UEFA est alors représenté. Le logo est modifié en 2005, et représente désormais le trophée de la Supercoupe. Il connaît une évolution mineure en 2012 avec le changement de police de caractères du terme UEFA, puis un nouveau changement l'année suivante avec le terme Super Cup en majuscules.

Logo de la Supercoupe de l'UEFA entre 1996 et 1999.
Logo de la Supercoupe de l'UEFA entre 2000 et 2004.
Logo de la Supercoupe de l'UEFA entre 2005 et 2011.
Logo de la Supercoupe de l'UEFA en 2012.
Logo de la Supercoupe de l'UEFA depuis 2013.

## Règlement
Les règles de la Supercoupe de l'UEFA ne sont plus les mêmes que pour toutes les autres compétitions de l'UEFA depuis 2023. La Supercoupe de l'UEFA est une finale à match unique se déroulant sur terrain neutre. Depuis 2023, il n'y a plus de prolongations mais directement une séance de tirs au but qui décide du vainqueur en cas d'égalité à la fin du temps réglementaire . Chaque feuille de match peut comporter au maximum 25 joueurs et cinq remplacements sont autorisés au cours du match. Chaque équipe peut étrenner sa tenue portée habituellement à domicile; néanmoins, si les tenues peuvent porter à confusion, le vainqueur de la Ligue Europa doit changer de tenue. Si un club refuse de jouer ou en est interdit par l'UEFA, il est remplacé par le finaliste de la compétition remportée par ce club. Si le terrain n'est pas praticable en raison du mauvais temps, il est reporté au lendemain.

## Sponsors
Carlsberg est le sponsor principal de la Supercoupe de l'UEFA de 2006 à 2009. De ce fait, a été créé le « Prix de l'Homme du Match Carlsberg ».
Depuis 2009, les sponsors de la Supercoupe de l'UEFA sont identiques à ceux de la Ligue des champions de l'UEFA.

## Palmarès

### Palmarès par édition
| Édition | Vainqueur | Score | Finaliste | Lieu | Affluence |
| ------- | --- | --- | --- | --- | --- |
| 1973    | Ajax Amsterdam | 0 – 1 6 – 0 | Milan AC | San Siro, Milan Stade olympique, Amsterdam                                                                                            | 15 000 25 000 |
| 1974    | Pas de Supercoupe entre les vainqueurs de 1974, le Bayern Munich et le 1.FC Magdebourg ne pouvant se mettre d'accord sur une date.    | Pas de Supercoupe entre les vainqueurs de 1974, le Bayern Munich et le 1.FC Magdebourg ne pouvant se mettre d'accord sur une date.    | Pas de Supercoupe entre les vainqueurs de 1974, le Bayern Munich et le 1.FC Magdebourg ne pouvant se mettre d'accord sur une date.    | Pas de Supercoupe entre les vainqueurs de 1974, le Bayern Munich et le 1.FC Magdebourg ne pouvant se mettre d'accord sur une date.    | Pas de Supercoupe entre les vainqueurs de 1974, le Bayern Munich et le 1.FC Magdebourg ne pouvant se mettre d'accord sur une date.    |
| 1975    | Dynamo Kiev | 1 – 0 2 – 0 | Bayern Munich | Stade olympique, Munich Stade républicain, Kiev                                                                                       | 30 000 110 000 |
| 1976    | RSC Anderlecht | 1 – 2 4 – 1 | Bayern Munich | Stade olympique, Munich Stade Émile Versé, Bruxelles                                                                                  | 41 000 35 000 |
| 1977    | Liverpool FC | 1 – 1 6 – 0 | Hambourg SV | Volksparkstadion, Hambourg Anfield, Liverpool                                                                                         | 16 000 34 931 |
| 1978    | RSC Anderlecht (2) | 3 – 1 1 – 2 | Liverpool FC | Stade Émile Versé, Bruxelles Anfield, Liverpool                                                                                       | 35 000 23 598 |
| 1979    | Nottingham Forest | 1 – 0 1 – 1 | FC Barcelone | City Ground, Nottingham Camp Nou, Barcelone                                                                                           | 23 807 80 000 |
| 1980    | Valence CF | 1 – 2 1 – 0 | Nottingham Forest | City Ground, Nottingham Stade Luis Casanova, Valence                                                                                  | 12 463 29 038 |
| 1981    | Pas de Supercoupe entre les vainqueurs de 1981 car Liverpool n'avait pas de date disponible pour affronter le Dinamo Tbilissi.        | Pas de Supercoupe entre les vainqueurs de 1981 car Liverpool n'avait pas de date disponible pour affronter le Dinamo Tbilissi.        | Pas de Supercoupe entre les vainqueurs de 1981 car Liverpool n'avait pas de date disponible pour affronter le Dinamo Tbilissi.        | Pas de Supercoupe entre les vainqueurs de 1981 car Liverpool n'avait pas de date disponible pour affronter le Dinamo Tbilissi.        | Pas de Supercoupe entre les vainqueurs de 1981 car Liverpool n'avait pas de date disponible pour affronter le Dinamo Tbilissi.        |
| 1982    | Aston Villa | 0 – 1 3 – 0 ap | FC Barcelone | Camp Nou, Barcelone Villa Park, Birmingham                                                                                            | 40 000 31 570 |
| 1983    | Aberdeen FC | 0 – 0 2 – 0 | Hambourg SV | Volksparkstadion, Hambourg Pittodrie Stadium, Aberdeen                                                                                | 15 000 22 500 |
| 1984    | Juventus FC | 2 – 0 | Liverpool FC | Stadio Comunale, Turin | 55 384 |
| 1985    | Pas de Supercoupe entre les vainqueurs de 1985 en raison de la suspension européenne des clubs anglais à la suite du drame du Heysel. | Pas de Supercoupe entre les vainqueurs de 1985 en raison de la suspension européenne des clubs anglais à la suite du drame du Heysel. | Pas de Supercoupe entre les vainqueurs de 1985 en raison de la suspension européenne des clubs anglais à la suite du drame du Heysel. | Pas de Supercoupe entre les vainqueurs de 1985 en raison de la suspension européenne des clubs anglais à la suite du drame du Heysel. | Pas de Supercoupe entre les vainqueurs de 1985 en raison de la suspension européenne des clubs anglais à la suite du drame du Heysel. |
| 1986    | Steaua Bucarest | 1 – 0 | Dynamo Kiev | Stade Louis-II, Monaco | 8 456 |
| 1987    | FC Porto | 1 – 0 | Ajax Amsterdam | Stadion De Meer, Amsterdam Estádio das Antas, Porto                                                                                   | 27 000 50 000 |
| 1988    | FC Malines | 3 – 0 0 – 1 | PSV Eindhoven | Achter de Kazerne, Malines Philips Stadion, Eindhoven                                                                                 | 7 000 17 100 |
| 1989    | Milan AC | 1 – 1 1 – 0 | FC Barcelone | Camp Nou, Barcelone San Siro, Milan                                                                                                   | 50 000 52 093 |
| 1990    | Milan AC (2) | 1 – 1 2 – 0 | Sampdoria | Stade Luigi-Ferraris, Gênes Stade Renato Dall'Ara, Bologne                                                                            | 19 724 20 942 |
| 1991    | Manchester United | 1 – 0 | Étoile rouge de Belgrade | Old Trafford, Manchester | 22 110 |
| 1992    | FC Barcelone | 1 – 1 2 – 1 | Werder Brême | Weserstadion, Brême Camp Nou, Barcelone                                                                                               | 22 098 75 000 |
| 1993    | Parme FC | 0 – 1 2 – 0 ap | Milan AC | Stade Ennio-Tardini, Parme San Siro, Milan                                                                                            | 8 083 24 074 |
| 1994    | Milan AC (3) | 0 – 0 2 – 0 | Arsenal FC | Highbury, Londres San Siro, Milan | 23 953 38 044 |
| 1995    | Ajax Amsterdam (2) | 1 – 1 4 – 0 | Real Saragosse | La Romareda, Saragosse Stade olympique, Amsterdam                                                                                     | 17 500 23 000 |
| 1996    | Juventus FC (2) | 6 – 1 3 – 1 | Paris Saint-Germain | Parc des Princes, Paris Stade La Favorita, Palerme                                                                                    | 29 519 35 100 |
| 1997    | FC Barcelone (2) | 2 – 0 1 – 1 | Borussia Dortmund | Camp Nou, Barcelone Westfalenstadion, Dortmund                                                                                        | 50 000 32 500 |
| 1998    | Chelsea FC | 1 – 0 | Real Madrid | Stade Louis-II, Monaco | 11 589 |
| 1999    | Lazio Rome | 1 – 0 | Manchester United | Stade Louis-II, Monaco | 14 461 |
| 2000    | Galatasaray | 2 – 1 ap | Real Madrid | Stade Louis-II, Monaco | 15 000 |
| 2001    | Liverpool FC (2) | 3 – 2 | Bayern Munich | Stade Louis-II, Monaco | 13 824 |
| 2002    | Real Madrid | 3 – 1 | Feyenoord Rotterdam | Stade Louis-II, Monaco | 18 284 |
| 2003    | Milan AC (4) | 1 – 0 | FC Porto | Stade Louis-II, Monaco | 16 885 |
| 2004    | Valence CF (2) | 2 – 1 | FC Porto | Stade Louis-II, Monaco | 17 292 |
| 2005    | Liverpool FC (3) | 3 – 1 ap | CSKA Moscou | Stade Louis-II, Monaco | 17 042 |
| 2006    | Séville FC | 3 – 0 | FC Barcelone | Stade Louis-II, Monaco | 17 480 |
| 2007    | Milan AC (5) | 3 – 1 | Séville FC | Stade Louis-II, Monaco | 17 822 |
| 2008    | Zénith Saint-Pétersbourg | 2 – 1 | Manchester United | Stade Louis-II, Monaco | 18 064 |
| 2009    | FC Barcelone (3) | 1 – 0 ap | Chakhtar Donetsk | Stade Louis-II, Monaco | 17 738 |
| 2010    | Atlético de Madrid | 2 – 0 | Inter Milan | Stade Louis-II, Monaco | 17 265 |
| 2011    | FC Barcelone (4) | 2 – 0 | FC Porto | Stade Louis-II, Monaco | 18 048 |
| 2012    | Atlético de Madrid (2) | 4 – 1 | Chelsea FC | Stade Louis-II, Monaco | 14 312 |
| 2013    | Bayern Munich | 2 – 2 ap (5 - 4 tab) | Chelsea FC | Stadion Eden, Prague | 17 686 |
| 2014    | Real Madrid (2) | 2 – 0 | Séville FC | Cardiff City Stadium, Cardiff | 30 854 |
| 2015    | FC Barcelone (5) | 5 – 4 ap | Séville FC | Stade Boris-Paichadze, Tbilissi | 51 940 |
| 2016    | Real Madrid (3) | 3 – 2 ap | Séville FC | Lerkendal Stadion, Trondheim | 17 939 |
| 2017    | Real Madrid (4) | 2 – 1 | Manchester United | Philip II Arena, Skopje | 30 421 |
| 2018    | Atlético de Madrid (3) | 4 – 2 ap | Real Madrid | Stade Lilleküla, Tallinn | 12 424 |
| 2019    | Liverpool FC (4) | 2 – 2 ap (5 - 4 tab) | Chelsea FC | Beşiktaş Park, Istanbul | 38 434 |
| 2020    | Bayern Munich (2) | 2 – 1 ap | Séville FC | Puskás Aréna, Budapest | 15 180 |
| 2021    | Chelsea FC (2) | 1 – 1 ap (6 - 5 tab) | Villarreal CF | Windsor Park, Belfast | 10 435 |
| 2022    | Real Madrid (5) | 2 – 0 | Eintracht Francfort | Stade olympique, Helsinki | 31 042 |
| 2023    | Manchester City | 1 – 1 (5 - 4 tab) | Séville FC | Stade Karaïskakis, Le Pirée | 29 207 |
| 2024    | Real Madrid (6) | 2 – 0 | Atalanta Bergame | Stade national, Varsovie | 56 042 |
| 2025    | Paris Saint-Germain | 2 – 2 (4 - 3 tab) | Tottenham Hotspur | Stade Friuli, Udine | 21 025 |

### Palmarès par club
| Rang | Club                     | Titres (éditions)                      | Finales perdues (éditions)             |
| ---- | ------------------------ | -------------------------------------- | -------------------------------------- |
| 1    | Real Madrid              | 6 (2002, 2014, 2016, 2017, 2022, 2024) | 3 (1998, 2000, 2018)                   |
| 2    | FC Barcelone             | 5 (1992, 1997, 2009, 2011, 2015)       | 4 (1979, 1982, 1989, 2006)             |
| 3    | AC Milan                 | 5 (1989, 1990, 1994, 2003, 2007)       | 2 (1973, 1993)                         |
| 4    | Liverpool FC             | 4 (1977, 2001, 2005, 2019)             | 2 (1978, 1984)                         |
| 5    | Atlético de Madrid       | 3 (2010, 2012, 2018)                   | 0                                      |
| 6    | Bayern Munich            | 2 (2013, 2020)                         | 3 (1975, 1976, 2001)                   |
| 6    | Chelsea FC               | 2 (1998, 2021)                         | 3 (2012, 2013, 2019)                   |
| 8    | Ajax Amsterdam           | 2 (1973, 1995)                         | 1 (1987)                               |
| 9    | RSC Anderlecht           | 2 (1976, 1978)                         | 0                                      |
| 9    | Valence CF               | 2 (1980, 2004)                         | 0                                      |
| 9    | Juventus FC              | 2 (1984, 1996)                         | 0                                      |
| 12   | Séville FC               | 1 (2006)                               | 6 (2007, 2014, 2015, 2016, 2020, 2023) |
| 13   | FC Porto                 | 1 (1987)                               | 3 (2003, 2004, 2011)                   |
| 13   | Manchester United        | 1 (1991)                               | 3 (1999, 2008, 2017)                   |
| 15   | Dynamo Kiev              | 1 (1975)                               | 1 (1986)                               |
| 15   | Nottingham Forest        | 1 (1979)                               | 1 (1980)                               |
| 15   | Paris Saint-Germain      | 1 (2025)                               | 1 (1996)                               |
| 18   | Aston Villa              | 1 (1982)                               | 0                                      |
| 18   | Aberdeen FC              | 1 (1983)                               | 0                                      |
| 18   | Steaua Bucarest          | 1 (1986)                               | 0                                      |
| 18   | FC Malines               | 1 (1988)                               | 0                                      |
| 18   | Parme FC                 | 1 (1993)                               | 0                                      |
| 18   | SS Lazio                 | 1 (1999)                               | 0                                      |
| 18   | Galatasaray SK           | 1 (2000)                               | 0                                      |
| 18   | Zénith Saint-Pétersbourg | 1 (2008)                               | 0                                      |
| 18   | Manchester City          | 1 (2023)                               | 0                                      |
| 27   | Hambourg SV              | 0                                      | 2 (1977, 1983)                         |
| 27   | PSV Eindhoven            | 0                                      | 1 (1988)                               |
| 27   | Sampdoria                | 0                                      | 1 (1990)                               |
| 27   | Étoile rouge de Belgrade | 0                                      | 1 (1991)                               |
| 27   | Werder Brême             | 0                                      | 1 (1992)                               |
| 27   | Arsenal FC               | 0                                      | 1 (1994)                               |
| 27   | Real Saragosse           | 0                                      | 1 (1995)                               |
| 27   | Borussia Dortmund        | 0                                      | 1 (1997)                               |
| 27   | Feyenoord Rotterdam      | 0                                      | 1 (2002)                               |
| 27   | CSKA Moscou              | 0                                      | 1 (2005)                               |
| 27   | Chakhtar Donetsk         | 0                                      | 1 (2009)                               |
| 27   | Inter Milan              | 0                                      | 1 (2010)                               |
| 27   | Villarreal CF            | 0                                      | 1 (2021)                               |
| 27   | Eintracht Francfort      | 0                                      | 1 (2022)                               |
| 27   | Atalanta Bergame         | 0                                      | 1 (2024)                               |
| 27   | Tottenham Hotspur        | 0                                      | 1 (2025)                               |

### Palmarès par nation
| Rang | Nation           | Victoires | Finales perdues |
| ---- | ---------------- | --------- | --------------- |
| 1    | Espagne          | 17        | 15              |
| 2    | Angleterre       | 10        | 11              |
| 3    | Italie           | 9         | 5               |
| 4    | Belgique         | 3         | 0               |
| 5    | Allemagne        | 2         | 8               |
| 6    | Pays-Bas         | 2         | 3               |
| 7    | Portugal         | 1         | 3               |
| 8    | Union soviétique | 1         | 1               |
| 8    | Russie           | 1         | 1               |
| 8    | France           | 1         | 1               |
| 11   | Écosse           | 1         | 0               |
| 11   | Roumanie         | 1         | 0               |
| 11   | Turquie          | 1         | 0               |
| 14   | Yougoslavie      | 0         | 1               |
| 14   | Ukraine          | 0         | 1               |

## Statistiques
| Coupe                                | Victoires | Aller-retour | Unique |
| ------------------------------------ | --------- | ------------ | ------ |
| Vainqueurs de la Ligue des champions | 13        | 11           | 2      |
| Vainqueurs de la Coupe des coupes    | 12        | 9            | 3      |

| Coupe                                | Victoires |
| ------------------------------------ | --------- |
| Vainqueurs de la Ligue des champions | 18        |
| Vainqueurs de la Ligue Europa        | 8         |

### Meilleurs buteurs de l'histoire de la Supercoupe de l'UEFA
| Rang | Joueur                | Club(s)                        | Buts |
| ---- | --------------------- | ------------------------------ | ---- |
| 1    | Radamel Falcao        | Atlético Madrid                | 3    |
| 1    | Terry McDermott       | Liverpool FC                   | 3    |
| 1    | Lionel Messi          | FC Barcelone                   | 3    |
| 1    | François Van Der Elst | RSC Anderlecht                 | 3    |
| 1    | Arie Haan             | Ajax Amsterdam, RSC Anderlecht | 3    |
| 1    | Robert Rensenbrink    | RSC Anderlecht                 | 3    |
| 1    | Gerd Müller           | Bayern Munich                  | 3    |
| 1    | Oleg Blokhine         | Dynamo Kiev                    | 3    |
| 2    | Sadio Mané            | Liverpool FC                   | 2    |
| 2    | Diego Costa           | Atlético de Madrid             | 2    |
| 2    | Sergio Ramos          | Real Madrid                    | 2    |
| 2    | Cristiano Ronaldo     | Real Madrid                    | 2    |
| 2    | Yevhen Konoplyanka    | Séville FC                     | 2    |
| 2    | Pedro                 | FC Barcelone                   | 2    |
| 2    | José Antonio Reyes    | Atlético Madrid, Séville FC    | 2    |
| 2    | Renato                | Séville FC                     | 2    |
| 2    | Djibril Cissé         | Liverpool FC                   | 2    |
| 2    | Mario Jardel          | Galatasaray SK                 | 2    |
| 2    | Alessandro Del Piero  | Juventus FC                    | 2    |
| 2    | Michele Padovano      | Juventus FC                    | 2    |
| 2    | Raí                   | Paris Saint-Germain            | 2    |
| 2    | Danny Blind           | Ajax Amsterdam                 | 2    |
| 2    | Alberigo Evani        | AC Milan                       | 2    |
| 2    | John Bosman           | FC Malines                     | 2    |
| 2    | Zbigniew Boniek       | Juventus FC                    | 2    |
| 2    | Ian Bowyer            | Nottingham Forest              | 2    |
| 2    | David Fairclough      | Liverpool FC                   | 2    |
| 2    | Javi Martínez         | Bayern Munich                  | 2    |
| 2    | Karim Benzema         | Real Madrid                    | 2    |

N.B: En gras, les joueurs en activité en Europe.
Arie Haan (PB) et José Antonio Reyes (ESP) sont les 2 seuls joueurs à avoir marqué en Supercoupe de l'UEFA avec 2 équipes différentes, alors que 9 joueurs ont marqué lors de deux éditions différentes.

### Récompense annexe
Depuis 1998, le Trophée Homme du match UEFA est remis au meilleur joueur de la finale.
| Année | Homme du match UEFA  | Club                     |
| ----- | -------------------- | ------------------------ |
| 1998  | Gustavo Poyet        | Chelsea FC               |
| 1999  | Juan Sebastián Verón | Lazio Rome               |
| 2000  | Okan Buruk           | Galatasaray              |
| 2001  | Michael Owen         | Liverpool FC             |
| 2002  | Roberto Carlos       | Real Madrid              |
| 2003  | Andriy Shevchenko    | Milan AC                 |
| 2004  | Rubén Baraja         | Valence CF               |
| 2005  | Djibril Cissé        | Liverpool FC (2)         |
| 2006  | Daniel Alves         | Séville FC               |
| 2007  | Andrea Pirlo         | Milan AC (2)             |
| 2008  | Danny                | Zénith Saint-Pétersbourg |
| 2009  | Lionel Messi         | FC Barcelone             |
| 2010  | José Antonio Reyes   | Atlético de Madrid       |
| 2011  | Andrés Iniesta       | FC Barcelone (2)         |
| 2012  | Radamel Falcao       | Atlético de Madrid (2)   |
| 2013  | Franck Ribéry        | Bayern Munich            |
| 2014  | Cristiano Ronaldo    | Real Madrid (2)          |
| 2015  | Lionel Messi (2)     | FC Barcelone (3)         |
| 2016  | Sergio Ramos         | Real Madrid (3)          |
| 2017  | Isco                 | Real Madrid (4)          |
| 2018  | Diego Costa          | Atlético de Madrid (3)   |
| 2019  | Sadio Mané           | Liverpool FC (3)         |
| 2020  | Thomas Müller        | Bayern Munich (2)        |
| 2021  | Gerard Moreno        | Villarreal CF            |
| 2022  | Casemiro             | Real Madrid (5)          |
| 2023  | Cole Palmer          | Manchester City          |
| 2024  | Jude Bellingham      | Real Madrid (6)          |
| 2025  | Ousmane Dembélé      | Paris Saint-Germain      |